# Boethus thoracicus
Boethus thoracicus là một loài tò vò trong họ Ichneumonidae.